# Negromiersluiper
De negromiersluiper (Epinecrophylla haematonota pyrrhonota) is een zangvogel uit de familie Thamnophilidae (miervogels). De ondersoort werd in 1873 door  Philip Lutley Sclater & Osbert Salvin als soort (Myrmotherula pyrrhonota) beschreven, maar als ondersoort van de grijsborstmiersluiper (E. haematonota) beschouwd op de IOC World Bird List (versie 9.2).

## Verspreiding en leefgebied
Deze soort komt voor van zuidoostelijk Colombia en zuidelijk Venezuela tot noordoostelijk Ecuador, noordoostelijk Peru en noordwestelijk Brazilië.